# Фацелія пижмолиста

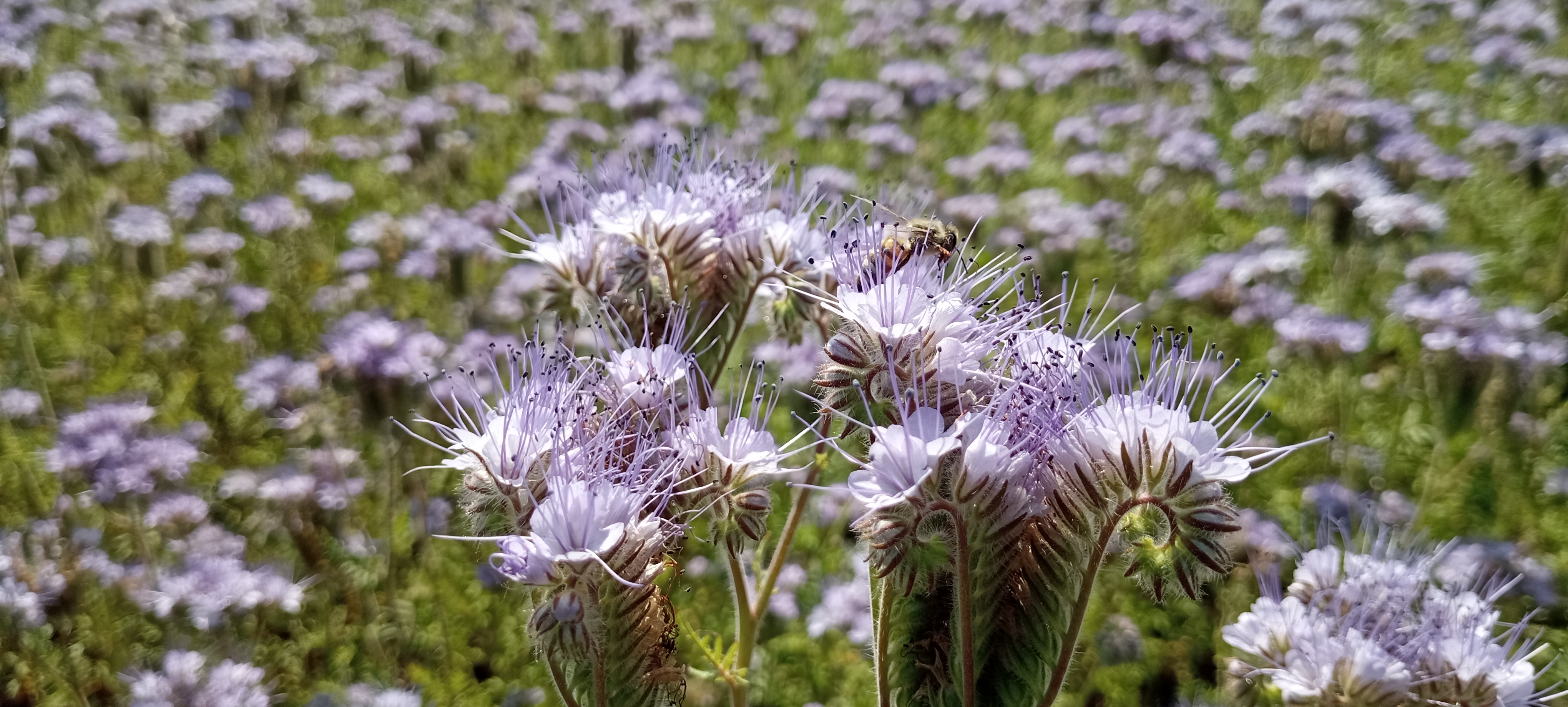

Фацелія пижмолистна (лат. Phacélia tanacetifólia) - трав'яниста рослина, вид родини шорстколисті (Boraginaceae) роду Фацелія (Phacelia).
Має прямостояче гіллясте стебло висотою понад 80 см з непарно-перисторозсіченими листками. На кінці стебла розташовуються суцвіття, в яких налічується близько 20-40 квіток.
Спеціальна медоносна однорічна культура. Зацвітає при ранньовесняних посівах через 40—45 днів, при пізніших — через 50—55 днів. Нектаропродуктивність від 180 до 500 кг/га, в середньому близько 300 кг з 1 га.

## Поширення і використання
Рослина родом із Північної Америки - Каліфорнія. Фацелію вирощують як медонос і кормову рослину в усіх грунтово-кліматичних зонах України. Зустрічається вона і в дикому вигляді.